# Aleppo (provins)
Aleppo (arabisk: حلب, Halab) er en provins i det nordlige Syrien. Provinsen grænser op til Tyrkiet. Provinsen har næsten fem millioner indbyggere og er målt i folketal Syriens største provins. Provinsen dækker 10 procent af landets areal og er hjemsted for 23 procent af befolkningen.
Aleppo er hovedby i provinsen.